# Vicky Hynes
Victoria „Vicky“ Hynes (* 30. März 1981 in Ipswich als Victoria Lankester) ist eine ehemalige englische Squashspielerin.

## Karriere
Vicky Hynes war von 1998 bis 2008 auf der WSA World Tour aktiv und gewann in dieser Zeit auf dieser einen Titel. In ihrer Karriere erreichte sie mit Rang 32 im März 2003 ihre höchste Platzierung in der Weltrangliste. Bei der Europameisterschaft 2004 erreichte sie als topgesetzte Spielerin das Finale, in dem sie in fünf Sätzen Rebecca Botwright unterlag. Bereits 1999 war sie Junioren-Europameisterin geworden. 2001 und 2002 stand sie im Hauptfeld der Weltmeisterschaft und schied jeweils in der ersten Runde aus.

## Erfolge
- Vizeeuropameister: 2004
- Gewonnene WSA-Titel: 1